# スタンディングオベーション

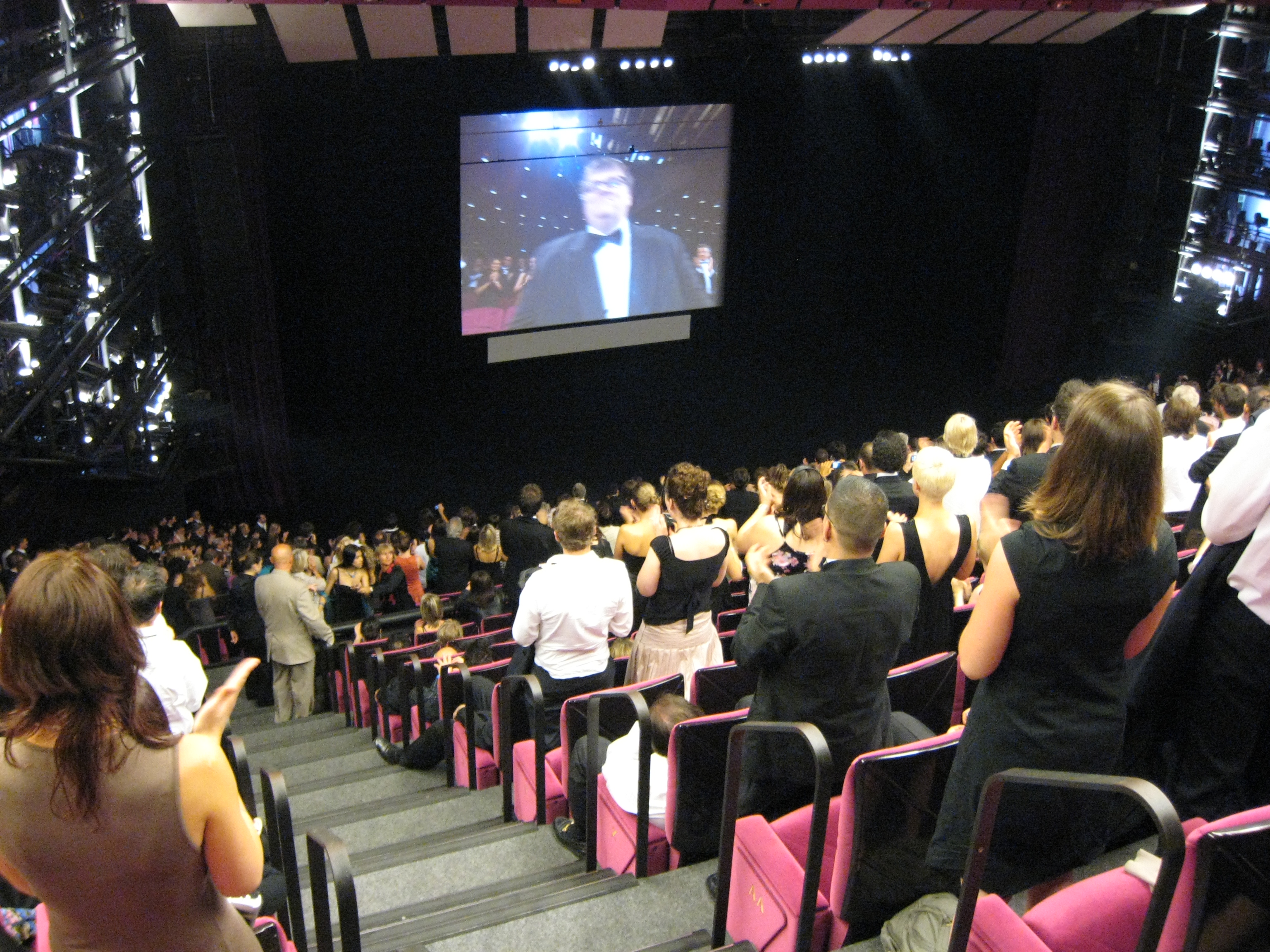
2007年のカンヌ国際映画祭での映画『シッコ』に対するスタンディングオベーション

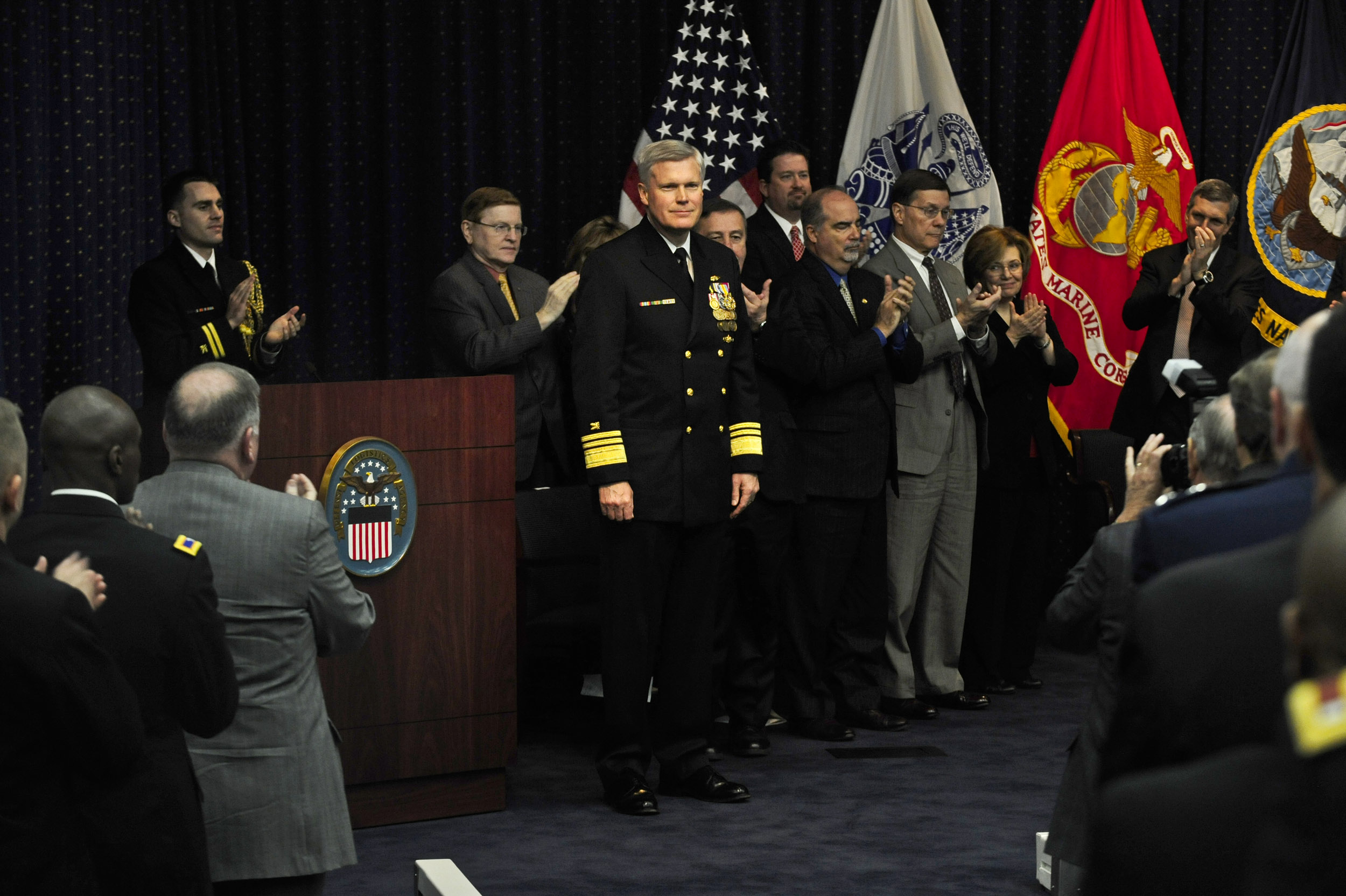
アメリカ国防総省

スタンディングオベーション（英: Standing ovation）は、演奏会やスポーツなど人が集まるイベントなどで、観客が立ち上がって拍手を送ることである。素晴らしい演奏や演技、プレーに感動した観客による最大限の賛辞である。逆に非難する場合は、ブーイングが用いられる。
1743年、ロンドンでヘンデルのオラトリオ「メサイア」が時の国王ジョージ2世の前で演奏された際、その中の1曲であるハレルヤ・コーラスを聞き、その素晴らしさに圧倒されたジョージ2世が立ち上がって拍手を送り、その行為に周りの観衆もつられて立ち上がり拍手を送ったことが、スタンディングオベーションの起こりとされる。このように、スタンディングオベーションとは、自らの感動や賞賛の念を素直に表した行為である。

## 日本人の慣習
日本は諸外国と比べてスタンディングオベーションは起こりにくい土壌にある。来日した日本国外の音楽家は、「日本人は、立ち見席のライブでは大いに騒ぎ盛り上がる。」また、「音楽自体に耳を傾けてくれる聴衆が多い」という意見 も多いが、椅子席に座ったままの聴衆が公演途中でスタンディングオベーションを起こすことは少ない傾向にある。